# Fußball-Landesliga Schleswig-Holstein 1951/52
Die Landesliga Schleswig-Holstein wurde zur Saison 1951/52 das fünfte Mal ausgetragen und bildete bis zur Saison 1962/63 den Unterbau der erstklassigen Oberliga Nord. Erstmals spielte die höchste Spielklasse des Landes Schleswig-Holstein mit 16 Mannschaften; der Meister durfte an der Aufstiegsrunde zur erstklassigen Oberliga Nord teilnehmen, die Mannschaften auf den drei letzten Plätzen mussten in die Bezirksliga absteigen.

## Vereine
Im Vergleich zur Saison 1950/51 veränderte sich die Zusammensetzung der Liga folgendermaßen: Der Itzehoer SV war nach einer Spielzeit aus der Oberliga Nord wieder abgestiegen, während der Meister VfB Lübeck den Aufstieg verpasst hatte. Die beiden Absteiger Gut-Heil Neumünster und Husum 18 hatten die Landesliga verlassen und wurden durch die fünf Aufsteiger VfB Kiel, Schleswig 06, VfR Neumünster, VfL Bad Schwartau und ATSV Lübeck ersetzt.
| Verein              | Stadt                | Kreis                 | Qualifikation                       |
| ------------------- | -------------------- | --------------------- | ----------------------------------- |
| Itzehoer SV         | Itzehoe              | Steinburg             | Absteiger aus der Oberliga Nord     |
| VfB Lübeck          | Lübeck               |                       | Meister 1950/51                     |
| Heider SV           | Heide                | Norderdithmarschen    | 2. Platz 1950/51                    |
| LBV Phönix          | Lübeck               |                       | 3. Platz 1950/51                    |
| Fortuna Glückstadt  | Glückstadt           | Steinburg             | 4. Platz 1950/51                    |
| Eckernförder SV     | Eckernförde          | Eckernförde           | 5. Platz 1950/51                    |
| FC Kilia Kiel       | Kiel                 |                       | 6. Platz 1950/51                    |
| Flensburg 08        | Flensburg            |                       | 7. Platz 1950/51                    |
| TSV Brunsbüttelkoog | Brunsbüttelkoog      | Süderdithmarschen     | 8. Platz 1950/51                    |
| Eutin 08            | Eutin                | Eutin                 | 9. Platz 1950/51                    |
| TSV Neustadt        | Neustadt in Holstein | Oldenburg in Holstein | 10. Platz 1950/51                   |
| VfR Neumünster      | Neumünster           |                       | Aufsteiger aus der Bezirksliga Ost  |
| VfB Kiel            | Kiel                 |                       | Aufsteiger aus der Bezirksliga Ost  |
| VfL Bad Schwartau   | Bad Schwartau        | Eutin                 | Aufsteiger aus der Bezirksliga Süd  |
| ATSV Lübeck         | Lübeck               |                       | Aufsteiger aus der Bezirksliga Süd  |
| Schleswig 06        | Schleswig            | Schleswig             | Aufsteiger aus der Bezirksliga Nord |

## Saisonverlauf
Die Meisterschaft und damit die Teilnahme an der Aufstiegsrunde sicherte sich wie im Vorjahr der VfB Lübeck. Da Lübeck den Aufstieg schaffte, mussten nur zwei Mannschaften absteigen.
Der Itzehoer SV vertrat den Schleswig-Holsteinischen Fußballverband bei der deutschen Amateurmeisterschaft 1952, in der er in der Vorrunde gegen Eintracht Nordhorn ausschied.

### Tabelle
| Pl. | Verein                | Sp. | S  | U  | N  | Tore    | Quote | Punkte |
| --- | --------------------- | --- | -- | -- | -- | ------- | ----- | ------ |
| 1.  | VfB Lübeck (M)        | 30  | 21 | 5  | 4  | 083:260 | 3,19  | 47:13  |
| 2.  | Itzehoer SV (A)       | 30  | 19 | 7  | 4  | 093:290 | 3,21  | 45:15  |
| 3.  | LBV Phönix            | 30  | 17 | 6  | 7  | 065:450 | 1,44  | 40:20  |
| 4.  | VfB Kiel (N)          | 30  | 18 | 3  | 9  | 075:470 | 1,60  | 39:21  |
| 5.  | Heider SV             | 30  | 16 | 4  | 10 | 083:490 | 1,69  | 36:24  |
| 6.  | Schleswig 06 (N)      | 30  | 14 | 6  | 10 | 064:530 | 1,21  | 34:26  |
| 7.  | VfR Neumünster (N)    | 30  | 12 | 8  | 10 | 043:460 | 0,93  | 32:28  |
| 8.  | Fortuna Glückstadt    | 30  | 11 | 8  | 11 | 063:630 | 1,00  | 30:30  |
| 9.  | VfL Bad Schwartau (N) | 30  | 12 | 4  | 14 | 055:650 | 0,85  | 28:32  |
| 10. | Eckernförder SV       | 30  | 12 | 2  | 16 | 061:740 | 0,82  | 26:34  |
| 11. | FC Kilia Kiel         | 30  | 11 | 4  | 15 | 054:660 | 0,82  | 26:34  |
| 12. | TSV Neustadt          | 30  | 9  | 4  | 17 | 067:880 | 0,76  | 22:38  |
| 13. | TSV Brunsbüttelkoog   | 30  | 10 | 2  | 18 | 060:800 | 0,75  | 22:38  |
| 14. | Flensburg 08          | 30  | 6  | 10 | 14 | 037:740 | 0,50  | 22:38  |
| 15. | Eutin 08              | 30  | 6  | 4  | 20 | 048:950 | 0,51  | 16:44  |
| 16. | ATSV Lübeck (N)       | 30  | 6  | 3  | 21 | 056:107 | 0,52  | 15:45  |

| (M) | Meister der Landesliga Schleswig-Holstein 1950/51       |
| (A) | Absteiger aus der Oberliga Nord 1950/51                 |
| (N) | Aufsteiger in die Landesliga Schleswig-Holstein 1951/52 |

## Aufstiegsrunde zur Landesliga Schleswig-Holstein 1952/53
An der Aufstiegsrunde nahmen die Meister der sechs Drittligastaffeln teil.
| Pl. | Verein                                    | Sp. | S | U | N | Tore    | Punkte |
| --- | ----------------------------------------- | --- | - | - | - | ------- | ------ |
| 1.  | Olympia Neumünster (Bezirksliga Ost)      | 5   | 3 | 1 | 1 | 013:800 | 07:30  |
| 2.  | SV Friedrichsort (Bezirksliga Ost)        | 5   | 3 | 0 | 2 | 012:110 | 06:40  |
| 3.  | TSV Lägerdorf (Bezirksliga West)          | 5   | 2 | 1 | 2 | 016:100 | 05:50  |
| 4.  | TSV Kücknitz (Bezirksliga Süd)            | 5   | 2 | 1 | 2 | 007:900 | 05:50  |
| 5.  | VfB Nordmark Flensburg (Bezirksliga Nord) | 5   | 2 | 0 | 3 | 008:150 | 04:60  |
| 6.  | VfL Oldesloe (Bezirksliga Süd)            | 5   | 1 | 1 | 3 | 007:100 | 03:70  |

### Entscheidungsspiel
| Datum        |               | Ergebnis |              | Ort        |
| ------------ | ------------- | -------- | ------------ | ---------- |
| 22. Mai 1952 | TSV Lägerdorf | 3:2      | TSV Kücknitz | Neumünster |